# It’s Bruno!
It’s Bruno! – amerykański internetowy serial (komedia) wyprodukowany przez Warner Bros. Television, Stage 13, SLI Entertainment oraz Phiphen Pictures, którego twórcą jest Solvan Naim. Wszystkie 8 odcinków pierwszej serii zostało udostępnionych 17 maja 2019 roku na platformie Netflix.

## Fabuła
Serial opowiada o życiu Malcolma Bartello i Bruna, jego psa. Mężczyzna ma obsesję na tle swojego czworonoga, z którym spędza cały czas.

## Obsada
- Bruno jako on sam
- Solvan Naim jako Malcolm Bartello
- Rob Morgan jako Harvey
- Shakira Barrera jako Lulu
- Johnnie Mae jako Maureen
- Joe Perrino jako Mario
- Donnell Rawlings jako Carl
- Eden Marryshow jako Chris
- Jade Eshete jako Rosa
- Sam Eliad jako Charlie
- Omar Scroggins jako TJ
- Adriane Lenox jako Jizzel
- Kathiamarice Lopez jako Leslie
- Devale Ellis jako Nelson
- Eddie J. Hernandez jako Billy Bailando
- Anthony L. Fernandez jako Barry
- Anthony Valderrama jako Cuban Tone
- Katie Rich jako Ranger Debecki

## Odcinki
| # | Tytuł                 | Reżyseria   | Scenariusz               | Premiera w Netflix | Premiera w Netflix Polska |
| - | --------------------- | ----------- | ------------------------ | ------------------ | ------------------------- |
| 1 | Operation Turkey Meat | Solvan Naim | Solvan Naim              | 17 maja 2019       | 17 maja 2019              |
| 2 | Sh*t and Run          | Solvan Naim | Solvan Naim              | 17 maja 2019       | 17 maja 2019              |
| 3 | An Angie Is Born      | Solvan Naim | Solvan Naim              | 17 maja 2019       | 17 maja 2019              |
| 4 | Lovely Lulu           | Solvan Naim | Solvan Naim              | 17 maja 2019       | 17 maja 2019              |
| 5 | War of the Walkers    | Solvan Naim | Solvan Naim, David Ebert | 17 maja 2019       | 17 maja 2019              |
| 6 | Rock Bottom           | Solvan Naim | Solvan Naim, David Ebert | 17 maja 2019       | 17 maja 2019              |
| 7 | Ranger Danger         | Solvan Naim | Solvan Naim, David Ebert | 17 maja 2019       | 17 maja 2019              |
| 8 | Welcome Bruno         | Solvan Naim | Solvan Naim, David Ebert | 17 maja 2019       | 17 maja 2019              |

## Produkcja
11 kwietnia 2019 roku platforma Netflix ogłosiła zamówienie na pierwszy sezon serialu.